# Judit Neddermann
Judit Neddermann (Vilasar de Mar, 27 de marzo de 1991) es una cantautora, compositora y guitarrista catalana. Ha publicado cinco discos en solitario y uno conjunto con su hermana Meritxell Neddermann. 
En 2022 recibió un Premio Max.por la música de la pieza teatral Canto jo i la muntanya balla, dirigida por Guillem Albà i Joan Arqué, basada en la novela homónima de Irene Solà. 

## Trayectoria artística
Nacida en una familia de músicos, estudió el Grado Superior de Canto Jazz y Música Moderna en el ESEM Taller de Músics. También cursó estudios de guitarra clásica en el Conservatori Municipal de Música de Barcelona y el grado elemental en el Aula de Música de Vilassar de Mar. Durante ocho años dirigió el coro Vilassons de Vilassar de Mar así como el cuarteto Seasons.
Durante diez años fue la cantante de The Gramophone Allstars, liderado por Genís Bou, con el que grabó cinco discos. También cabe destacar una larga y estrecha colaboración con la pianista Clara Peya, con la que grabó cuatro álbumes como solista y dos como colaboradora. También con el Quartet Brossa grabó un arreglo del ciclo completo de lieder Viatge d'hivern de Franz Schubert, con poemas de Wilhelm Müller en versión traducida al catalán por Miquel Desclot. Fue miembro de Coetus entre 2010 y 2013.
En 2014 lanzó el disco en solitario Tot el que he vist (Temps Record). Recibió el "Premi Descobertes" del festival Strenes y el VII Premio Miquel Martí i Pol, del certamen Terra i Cultura (por la versión musical del poema El fugitiu, de Miquel Martí i Pol).
En 2016 publicó el segundo álbum, denominado justamente Un segon, con ocho letras propias, un poema de Daniel Vidal-Barraquer i Castells y una versión de Mikel Laboa. El álbum fue elegido como Mejor Disco del 2016 según los lectores de la revista La Tornada. La canción «Mireia», incluida en el segundo trabajo, fue galardonada con el Premi Enderrock de 2016 por votación popular en la categoría Mejor canción de autor. 
En 2018 publicó su tercer álbum, Nua, una obra llena de confidencias de sus sentimientos más íntimosEn 2019 colaboró con Alejandro Sanz en la canción Este segundo, del su disco de título: El disco, y publicó el álbum Present en conjunto con su hermana Meritxell  también cantautora y pianista .
En 2021 publicó su cuarto disco, Aire, donde colaboran MARO y Meritxell Neddermann, y en 2023 el quinto, LAR, donde colaboran Noa, Dani Black y Eliseo Parra. Los dos últimos discos la han llevado a cantar de gira por primera vez en México, Argentina y Uruguay.
En 2025 publica, junto al guitarrista Pau Figueres, el disco conjunto «Judit Neddermann & Pau Figueres» con el que realizan una gira de conciertos.

## Premios
En 2022 recibió un Premio Max al Mejor composición musical para espectáculo escénico por Canto jo i la muntanya balla.

## Discografía
- Tot el que he vist (Temps Record, 2014)
- Un segon (Satélite K, 2016)
- Nua (Satélite K, 2018)
- Present (Satélite K, 2019)
- Aire (Universal Music / Música Global, 2021)
- Lar (Universal Music / Música Global, 2023)
- Judit Neddermann & Pau Figueres (2025)